# 麦维德
阿尔弗雷德·迈尔-瓦尔德克（德語：Alfred Meyer-Waldeck，1864年11月27日—1928年8月25日），原名阿尔弗雷德·威廉·莫里茨·迈尔（Alfred Wilhelm Moritz Meyer），漢名麦维德，德国海军军官，德属胶澳租借地末任总督，因在青岛战役中指挥德国、奥匈帝国守军抵御日英联军围攻而闻名，退役前军衔为海军中将。

## 生平

### 早年
1864年11月27日，麦维德生于俄罗斯圣彼得堡。其父弗里德里希·迈尔（Friedrich Meyer）为德国文学教授，兼任圣彼得堡《德意志报》（Deutsche Zeitung）编辑，其母为多罗蒂亚·冯·布尔西（Dorothea von Boursy），两人育有十个孩子，麦维德排行第八。1874年，即麦维德十岁时，全家迁往海德堡，其父在此任大学教授。麦维德在波恩和海德堡读中学，并于1883年毕业。

### 海军舰员生涯
在海德堡大学学习了两个学期后，麦维德于1884年4月21日作为军官候补生（Kadett）进入德国海军服役，并在尼俄伯号风帆护卫舰上完成基本训练。1884年9月26日至1885年4月14日，麦维德在海军学校学习，此后在毛奇号风帆护卫舰上继续训练至1887年4月18日。在此期间，他先后于1885年4月16日成为海军军官候补生（Seekadett）、于1887年晋升为海军准尉（Unterleutnant zur See）。其后被调至威廉国王号铁甲舰，至1887年10月7日。之后再次进入海军学校学习至1888年9月14日，紧接着再次调入毛奇号，并任值更官（Wachoffizier）。次年4月底调入尼俄伯号任同一职务直至1889年9月28日。此后在第一海军炮兵分队（I. Matrosen-Artillerie-Abteilung）任职。1890年9月底调入皇帝号铁甲舰任值更官，并于同年12月15日晋升为海军少尉。
1891年4月7日至9月30日，麦维德在蚊子号风帆训练舰上任值更官兼训练官，其后在见习水手训练队任职。1892年4月1日至次年1月12日在充当训练舰的格奈森瑙号护卫舰上任值更官，之后在守望号通报舰任大副。1893年4月1日至1895年3月31日，麦维德在海军总司令部任职。之后在第一鱼雷分队（I. Torpedo-Abteilung）服役，先后任值更官、大副等职，并于1897年4月12日晋升为海军上尉，同年8月3日出任鱼雷艇D 1艇长，不久又转任第二鱼雷艇区舰队（II. Torpedobootsflottille）副官。

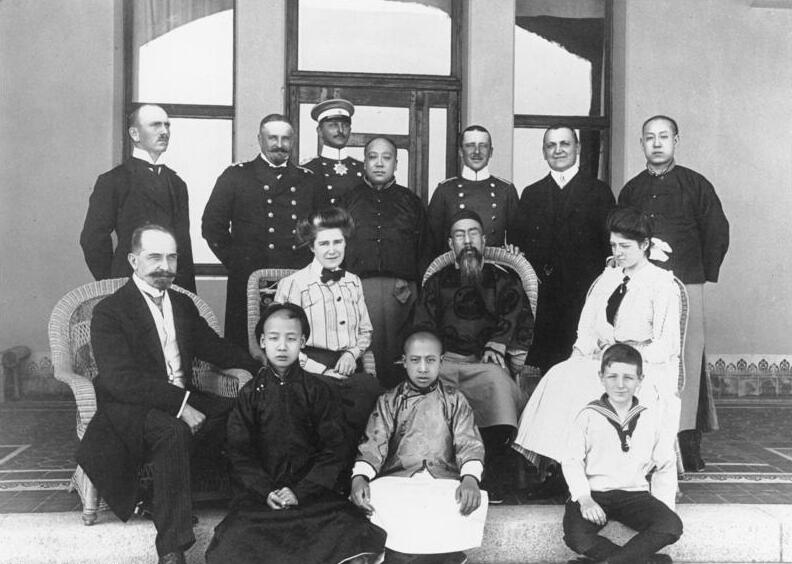
1910年，山东巡抚孙宝琦（坐者右二）访问青岛，时任总督都沛录（左侧坐者）与参谋长麦维德（站者左二）陪同

1897年9月22日至1898年3月31日，麦维德在基尔的德国海军学院学习，之后在鱼雷事务监察处（Inspektion des Torpedowesens）工作了三个月，其后再次进入海军学院学习。毕业后，麦维德于1899年3月1日作为兀鹰号小巡洋舰（又译盖尔号、盖耶号）大副，随舰赴巴拿马驻扎。义和团运动爆发后，该舰被派往中国沿海，并于1900年8月29日到达芝罘，同年10月赴青岛，10月28日转赴上海，1901年2月再次调往青岛并驻扎至4月29日。1901年6月26日，麦维德随兀鹰号回到德国，并转任鬣狗号炮舰（当时作为测量舰使用）大副，之后在哈根号岸防舰任同一职务。两个月后又被调至海军参谋本部，并在此任职至1905年1月28日。在此期间，麦维德于1903年3月28日晋升至海军少校，并于同年4月将自己的姓氏“迈尔”改为“迈尔-瓦尔德克”。
1905年1月末，麦维德调任韦廷号战列舰大副，同年秋赴第一战列分舰队旗舰维特尔斯巴赫号战列舰任职。1907年晋升为海军中校。

### 在青岛任职及青岛战役

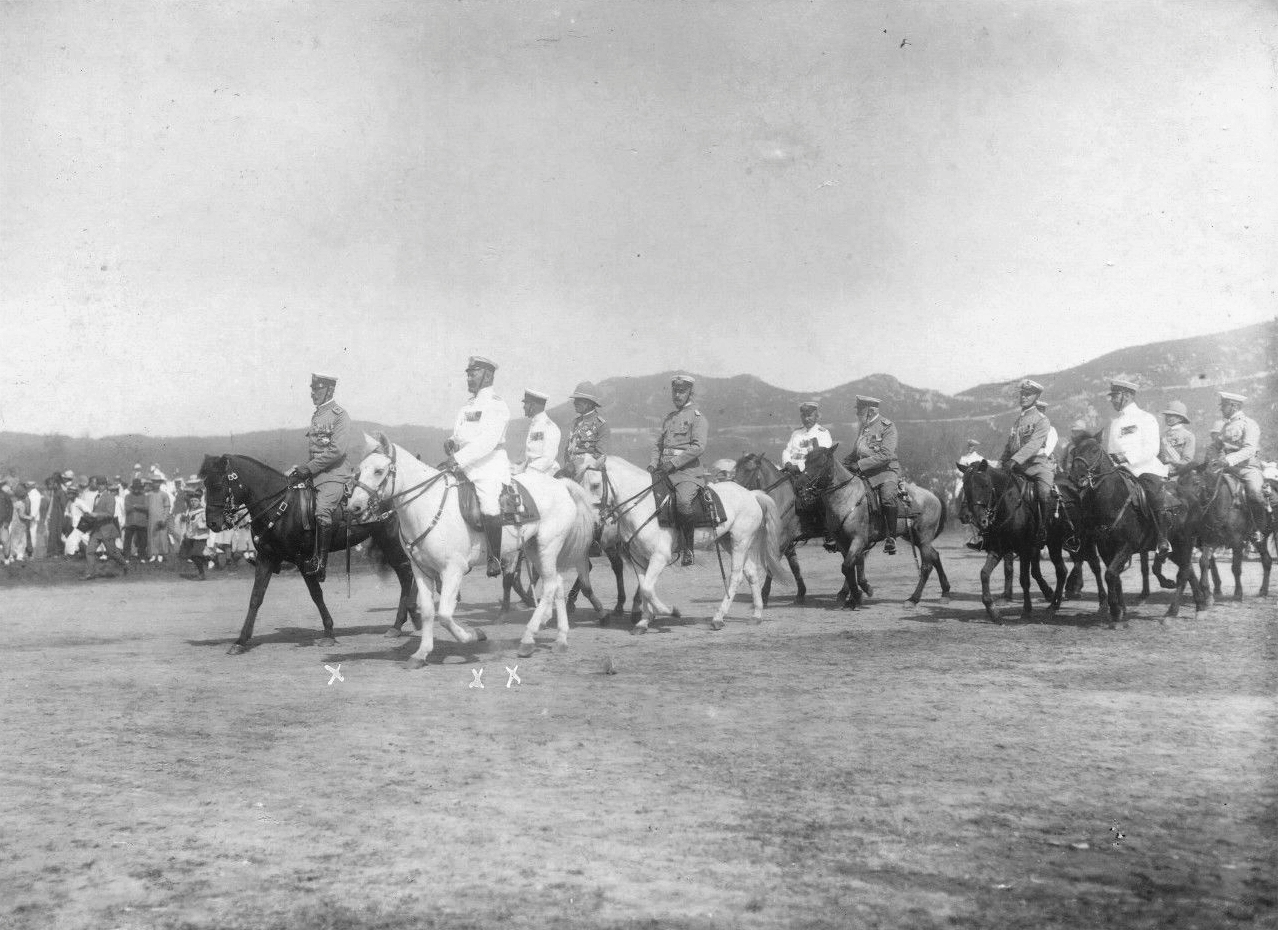
1912年，麦维德（左二）陪同海因里希亲王（左一）在青岛跑马场检阅德军

1908年6月24日，麦维德被任命为驻胶澳租借地德军参谋长，并于12月24日抵达青岛。1909年1月27日晋升为海军上校。1909年4月6日至1910年4月2日，因胶澳总督都沛录赴德国度假，麦维德代理总督。1911年2月22日，麦维德乘火车经西伯利亚回到德国，仅数月后又被任命为胶澳总督。同年11月22日，麦维德到达青岛。
在青岛任职期间，麦维德曾为驻青德军创立了一套新的训练方法和一套预警系统，以使部队保持良好状态，同时为士兵增加了一项语言课程，包括简单的汉语和中国地名。麦维德的部下如此描述他：性格较内向，在社交场合很少讲话；讲话时声音洪亮、简明扼要、吐字清晰；发怒时声音变得异常可怕，试图控制自己的坏脾气然而毫无效果；在工作中对细节极为关心，对玩忽职守者绝不宽容，同时对部下公正、坦白。
1914年7月28日，第一次世界大战爆发，8月23日，日本对德国宣战，并与英国组成联军准备围攻青岛。麦维德作为总督统领胶澳租借地内的德奥卫戍部队，依托防御工事抵御日英联军围攻两个多月后，最终因兵力劣势及孤立无援，于11月7日投降。日军占领青岛后，麦维德作为俘虏被押往日本本土，关押在福冈俘虏收容所，1918年3月22日转移至习志野俘虏收容所。在日本关押期间，麦维德先后于1915年3月22日和1918年1月27日被德国军方委任为海军少将、海军中将。

### 一战结束后及晚年
一战结束后，麦维德于1919年12月被释放，并于1920年3月25日乘坐客轮南海丸回国，5月27日到达德国，居住在柏林。同年8月31日以海军中将军衔退役。1928年夏，麦维德因健康原因赴温泉疗养地巴特基辛根疗养，最终于8月25日在该地因病逝世，安葬于海德堡的家族墓地。

## 家庭
1898年10月11日，麦维德在基尔与约翰娜·奈伊（Johanna Ney，1880-1964）结婚，两人育有一子二女：汉斯、赫塔、达格玛。其外孙（达格玛之子）塞巴斯蒂安·斯多茨（Sebastian Storz）为建筑史学者，曾多次赴青岛参加建筑文化、历史建筑保护相关的交流活动。

## 获得荣誉
- 德意志帝國 三级红鹰勋章[7]
- 德意志帝國 二级普鲁士王冠勋章（德语：Königlicher Kronen-Orden (Preußen)）[7]
- 德意志帝國 普鲁士长期服役十字奖章（德语：Dienstauszeichnung）[7]
- 德意志帝國 一级狮子亨利骑士勋章（德语：Orden Heinrichs des Löwen）[7]
- 大清 御赐二等一品双龙宝星[7]
- 中華民國 嘉禾勋章[7]
- 奥匈帝国 弗朗茨·约瑟夫大十字勋章（德语：Franz-Joseph-Orden）[7]
- 俄罗斯帝国 三级圣安娜勋章（英语：Order of Saint Anna）[7]
- 俄罗斯帝国 二级圣斯坦尼斯劳勋章（英语：Order of Saint Stanislaus）[7]